# ノーブル・アンド・グリーノー・スクール
ノーブル・アンド・グリーノー・スクール(Noble and Greenough School)は、アメリカ合衆国マサチューセッツ州デダムにある共学の私立高校。略して「Nobles」と表記、日本人の間では「ノーブルズ高校」と略称される。1866年に男子校として設立、1975年に共学化された。学生総数は567名。キャンパスの敷地は187エーカー(0.76km²)。北海道札幌国際情報高等学校の姉妹校となっている。

## 著名な出身者
- ジョン・F・ケネディ (アメリカ合衆国35代大統領)
- ダン・ユマ　(俳優)
- ジョナサン・コゾル (作家)
- パーシヴァル・ローウェル (天文学者)
- グールー（ラッパー）